# Ганс Армін Чех
Ганс Армін Чех (нім. Hans Armin Czech; 26 червня 1898, Едеран — 4 січня 1970, Шарбойц) — німецький офіцер, один з керівників морської авіації, генерал-лейтенант люфтваффе.

## Біографія
3 січня 1916 року вступив у ВМФ, з 5 березня 1916 року — кадет на кораблі «Грілле». Учасник Першої світової війни. Після демобілізації армії залишений на флоті. У 1919-20 і в 1921 роках — вахтовий офіцер на мінних тральщиках. З 1 жовтня 1922 по 16 березня 1924 і з 16 квітня по 24 вересня 1924 року — офіцер зв'язку в Боркумі. Закінчив фотографічні (1924), навігаційні (1925), артилерійські (1928) і радіо (1929) курси. З 25 вересня 1924 року — радник з авіації при командуванні військово-морської станції «Остзее». З 2 жовтня 1925 року — 1-й вахтовий офіцер на міноносці Т-158, потім Т-146, з 1 жовтня 1927 по 21 квітня 1929 року — командир роти корабельної кадрованої дивізії «Остзее». З 26 вересня 1929 по 2 жовтня 1931 року — командував міноносцем «Ягуар», з 15 червня 1933 року — радник відділу флоту Морського керівництва. 1 жовтня 1936 року переведений в люфтваффе і призначений командиром 3-ї ескадрильї морської авіації 106-ї ескадри. З 1 квітня 1937 року — командир 256-ї групи морської авіації і комендант авіабази Нордернай. З 1 листопада 1937 року — начальник штабу командувача морською авіацією, з 1 лютого 1940 року — 9-ї авіадивізії. Учасник Французької кампанії. 16 жовтня 1940 року дивізія була розгорнута в 9-й авіаційний корпус. 21 серпня 1941 року призначений вищим командиром навчальних закладів бомбардувальної авіації. 13 травня 1942 року призначений інспектором мінного озброєння люфтваффе, а 1 березня 1944 року став останнім в історії Третього Рейху генералом морської авіації, займав цю посаду до 4 травня 1945 року.

## Звання
- Фанен-юнкер (3 січня 1916)
- Фенріх-цур-зее (12 жовтня 1916)
- Лейтенант-цур-зее (17 березня 1918)
- Оберлейтенант-цур-зее (1 квітня 1922)
- Капітан-лейтенант (1 грудня 1928)
- Корветтен-капітан (1 квітня 1935)
- Оберстлейтенант (1 жовтня 1936)
- Оберст (1 січня 1939)
- Генерал-майор (1 квітня 1941)
- Генерал-лейтенант (1 квітня 1943)